# Franz Beckmann
Franz Beckmann (ur. 10 kwietnia 1810 w Schönholthausen, zm. 27 sierpnia 1868 tamże) – niemiecki teolog katolicki i historyk, profesor w Królewskim Liceum Hosianum w Braniewie.

## Życiorys

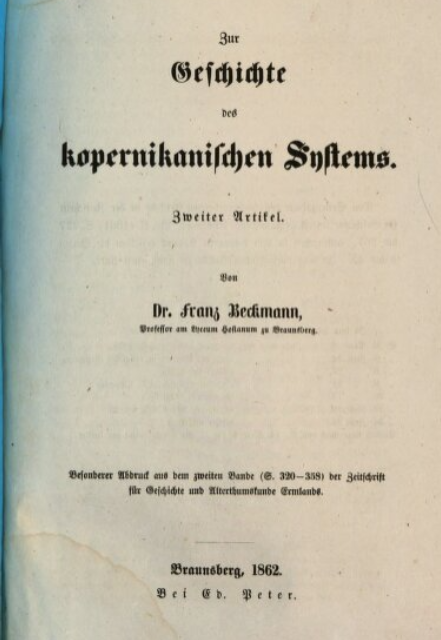
Zur Geschichte des kopernikanischen Systems, Braniewo 1862

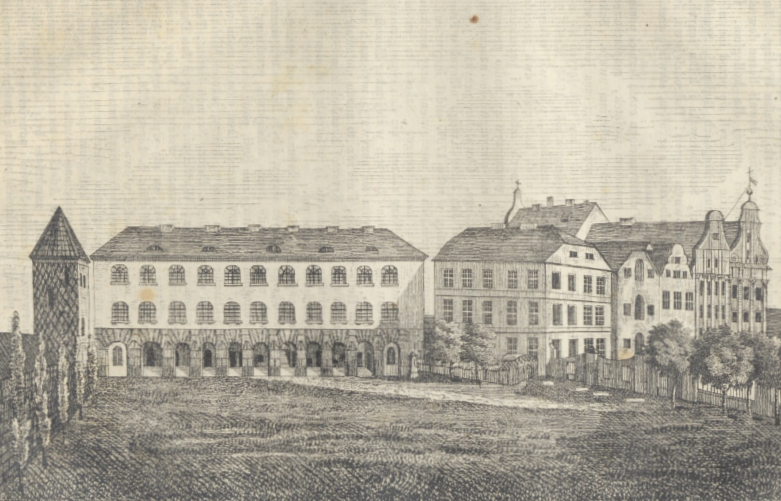
Dziedziniec uczelni w Braniewie w czasach pracy Beckmanna (w 1863 dostawiono kościół gimnazjalny)

Franz Beckmann urodził się 10 kwietnia 1810 roku w Schönholthausen w Westfalii. Wykształcenie zdobywał najpierw w progimnazjum w Attendorn (od 1825) oraz w gimnazjach w Arnsbergu (1827–1829) i Recklinghausen (1829–1830). W latach 1831–1836 studiował na Uniwersytecie w Bonn filologię, filozofię i historię. W następnych latach kontynuował studia w Berlinie, gdzie 4 kwietnia 1844 roku doktoryzował się, uzyskując stopień doktora filozofii. Do roku 1850 pracował jako nauczyciel domowy. Następnie złożył egzamin państwowy pro facultate docendi i rozpoczął od Wielkanocy 1850 roku okres próbny w gimnazjum w Münster. Już 11 września 1850 roku został powołany do Królewskiego Lyceum Hosianum w Braniewie w Prusach Wschodnich. Jeszcze 3 grudnia 1850 uzyskał na tej uczelni habilitację, wykładając jako privatdozent. Wykładał najpierw historię, następnie literaturę. 28 grudnia 1852 został mianowany profesorem nadzwyczajnym, a 13 czerwca 1855 roku profesorem zwyczajnym (po przejęciu w 1854 wykładów z filologii klasycznej po zmarłym prof. Carlu Biesterze). Każdego roku w czasie ferii jesiennych odbywał podróż do swojej miejscowości rodzinnej, skąd w roku 1868 nie dane mu było powrócić, gdzie zmarł i gdzie został pochowany.  
W roku 1856 wraz z Andreasem Thielem, Antonem Pohlmannem, Carlem Peterem Woelkym, Josephem Benderem i Johannem Saage był jednym z członków założycieli Warmińskiego Towarzystwa Historycznego (Historischer Verein für Ermland).